# Zalka - Amaret Chalhoub
 Zalka - Amaret Chalhoub è un  comune (municipalité) del Libano situato nel distretto di al-Matn, governatorato del Monte Libano.